# Estadio Lobanovsky Dynamo
El estadio Lobanovsky Dynamo, en honor a Váleri Lobanovsky, es un estadio multiuso en la ciudad de Kiev, Ucrania. Actualmente se utiliza principalmente para los partidos de fútbol, y era el campo del FC Dinamo de Kiev y actualmente disputa sus partidos como local el FC Arsenal Kiev. El estadio tiene un aforo para 16 888 personas, y fue construido en 1934. Un plan de reconstrucción ha sido aprobado para aumentar la capacidad para 30 000 espectadores, y añadir un techo sobre la grada. El estadio se utiliza para la mayoría de los partidos de las competiciones nacionales y los menos importantes de competición europea, mientras que el Dinamo de Kiev juega sus grandes partidos en el Estadio Olímpico de Kiev, debido a los límites de la actual capacidad de asientos del Lobanovsky Dynamo Stadium.
| Predecesor: Cardiff City Stadium Cardiff 2017 | Final de la Liga de Campeones Femenina de la UEFA Kiev 2018 | Sucesor: Ferencváros Stadium Budapest 2019 |